# باشگاه فوتبال وولفسبورگ
باشگاه فوتبال وی اف ال وولفسبورگ (به آلمانی: VfL Wolfsburg) باشگاه فوتبال آلمانی است که در وولفسبورگ یکی از شهرهای ایالت نیدرزاکسن قرار دارد. این باشگاه در سال ۱۹۴۵ تأسیس شده‌است و زیر مجموعه شرکت گروه فولکس واگن می‌باشد. اشکان دژاگه ستارهٔ سابق تیم ملی فوتبال ایران نیز برای این تیم بازی کرده‌است و سابقه کسب عنوان قهرمانی بوندس‌لیگا را با این تیم دارد.
وولفسبورگ که تا اواسط دهه ۹۰ میلادی، در سطوح پایین فوتبال آلمان حضور داشت در سال ۱۹۹۲ به بوندس‌لیگا ۲ صعود کرد و در سال ۱۹۹۷ برای اولین‌بار به بوندس‌لیگا آمد.
وولفسبورگ پس از چندسال حضور در بوندسلیگا به تیمی مطرح و یکی از مدعیان سهمیه‌های اروپایی تبدیل شد. این تیم تاکنون برنده هر سه جام معتبر فوتبال آلمان شده‌است.
فیلیکس ماگات سرمربی سرشناس آلمان، موفق شد این تیم را برای اولین بار در بوندس‌لیگا در فصل ۲۰۰۸–۲۰۰۹ قهرمان کند

## بخش زنان
تیم زنان این باشگاه موفق به قهرمانی لیگ برتر زنان آلمان و لیگ قهرمانان اروپا در فصل ۲۰۱۲–۱۳ و جام حذفی آلمان شده‌است. آن‌ها از عنوان قهرمانی خود در سال ۲۰۱۴ دفاع کردند.

## بازیکنان

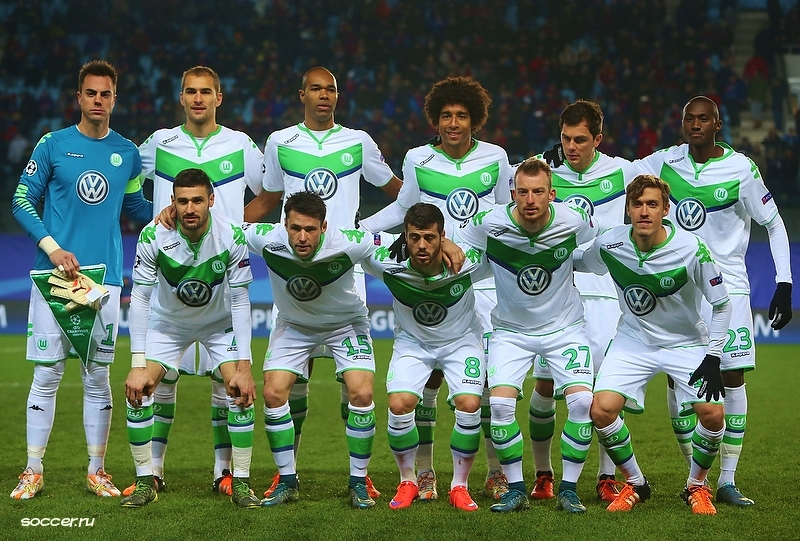
VfL ولفسبورگ 2015

در فصل جاری (۲۰۲۱–۲۰۲۲) بازیکنان زیر در این باشگاه شاغل هستند.
تا تاریخ ۳۱ January ۲۰۲۲
| شماره |        | پست       | بازیکن                |
| ----- | ------ | --------- | --------------------- |
| ۱     | بلژیک  | دروازه‌بان | کوئن کاستلز (کاپیتان) |
| ۲     | برزیل  | مدافع     | ویلیام                |
| ۳     | بلژیک  | مدافع     | سباستین بورناو        |
| ۴     | فرانسه | مدافع     | مکسانس لکروا          |
| ۵     | هلند   | مدافع     | میکی فن دی فن         |
| ۶     | برزیل  | مدافع     | پائولو اوتاویو        |
| ۷     | آلمان  | مهاجم     | لوکا والدشمیت         |
| ۸     | بلژیک  | هافبک     | آستر فرانکس           |
| ۹     | آلمان  | مهاجم     | مکس کروزه             |
| ۱۰    | آلمان  | مهاجم     | لوکاس انمچا           |
| ۱۱    | سوئیس  | هافبک     | رناتو اشتفان          |
| ۱۲    | اتریش  | دروازه‌بان | پاوانو پروان          |
| ۱۵    | فرانسه | مدافع     | جروم روسیلون          |
| ۱۷    | آلمان  | مهاجم     | ماکسیمیلیان فیلیپ     |

| شماره |                     | پست       | بازیکن                            |
| ----- | ------------------- | --------- | --------------------------------- |
| ۱۸    | جمهوری ایرلند       | مدافع     | آنسلمو گارسیا مکنولتی             |
| ۱۹    | سوئیس               | مدافع     | کوین امبابو                       |
| ۲۰    | آلمان               | هافبک     | ریدله باکو                        |
| ۲۱    | لهستان              | مهاجم     | بارتوش بیالک                      |
| ۲۲    | آلمان               | هافبک     | فلیکس ان‌مکا                       |
| ۲۳    | دانمارک             | مهاجم     | یوناس ویند                        |
| ۲۴    | اتریش               | هافبک     | خاور اشلاگر                       |
| ۲۵    | ایالات متحده آمریکا | مدافع     | جان بروکس                         |
| ۲۷    | آلمان               | هافبک     | مکسیمیلیان آرنولد (کاپیتان دوم)   |
| ۲۸    | بلژیک               | مهاجم     | دودی لوکباکیو (قرضی از هرتابرلین) |
| ۳۰    | آلمان               | دروازه‌بان | نیکلاس کلینگر                     |
| ۳۱    | آلمان               | هافبک     | یانیک گیرهارد                     |
| ۳۵    | آلمان               | دروازه‌بان | فیلیپ شولزه                       |
| ۴۰    | ایالات متحده آمریکا | هافبک     | کوین پردس                         |

## افتخارات
بوندس‌لیگا:
```
قهرمانی در بوندسلیگا آلمان ۲۰۰۸_۰۰۹
نائب قهرمانی بوندس‌لیگا ۲۰۱۴_۱۵
```

```
دی اف بی پوکال:
قهرمانی ۲۰۱۴_۱۵
نائب قهرمانی ۱۹۹۴_۹۵
```

```
سوپر جام آلمان
:
 قهرمانی ۲۰۱۵
```